# Ан Хонджин
Ан Хонджи́н (кор. 안홍진; род. 1999) — южнокорейский шахматист, международный мастер (2018), первый в Южной Корее.
В составе сборной Южной Кореи — участник Олимпиады 2022, Олимпиады 2024 и Азиатских играх 2022 года. Многократный призёр чемпионатов Южной Кореи (2020, 2022). Победитель турнира Korea Masters (2021, 2023) и корейских Интеллектуальных игр 2014.
В 2019 году разделил 2-6 места на опен-турнире в Праге.